# 桂福六
桂 福六（かつら ふくろく、1957年1月25日 - 没年不詳）は和歌山市出身の落語家。本名は岩田 善英。
1984年4月1日に4代目桂福団治に入門。古典落語の他、手話落語にも取り組んでいる。上方落語協会会員。福六という名前だが、五番弟子である。
2025年1月現在、上方落語協会公式プロフィールには「故人」と表記があるが、訃報は発表されておらず、没年月日は不明である。